# (2918) Salazar
(2918) Salazar es un asteroide perteneciente al cinturón de asteroides, descubierto el 9 de octubre de 1980 por Carolyn Shoemaker desde el Observatorio del Monte Palomar, Estados Unidos.

## Designación y nombre
Designado provisionalmente como 1980 TU4. Fue nombrado Salazar en homenaje a “Federico Salazar” yerno de la descubridora.